# Tokyo Indoor 1993
Il Tokyo Indoor 1993 è stato un torneo di tennis giocato sintetico indoor. È stata la 16ª edizione del Tokyo Indoor, che fa parte della categoria Championship Series nell'ambito dell'ATP Tour 1993. Si è giocato a Tokyo in Giappone dall'11 al 17 ottobre 1993.

## Campioni

### Singolare maschile
Ivan Lendl ha battuto in finale  Todd Martin con il punteggio di 6–4, 6–4

### Doppio maschile
Grant Connell /  Patrick Galbraith hanno battuto in finale  Luke Jensen /  Murphy Jensen con il punteggio di 6–3, 6–4